# White megye (Georgia)
White megye az Amerikai Egyesült Államokban, azon belül Georgia államban található. Megyeszékhelye és legnagyobb városa Cleveland. Lakosainak száma 28 003 fő (2020. április 1.). White megye Towns, Hall, Habersham, Lumpkin és Union megyékkel határos.

## Népesség
A megye népességének változása:
| Lakosok száma | 27 242 | 27 409 | 27 601 | 27 797 | 28 319 | 28 003 |
|               | 2010   | 2011   | 2012   | 2013   | 2015   | 2020   |